# Liste der Landschaftsschutzgebiete in Bielefeld
Die Liste der Landschaftsschutzgebiete in Bielefeld enthält die Landschaftsschutzgebiete der kreisfreien Stadt Bielefeld in Nordrhein-Westfalen.
| Bild | Nummer        | Bezeichnung des Gebietes                                                                   | Fläche in Hektar | WDPA-ID   | Koordinaten | Datum der Verordnung |
| ---- | ------------- | ------------------------------------------------------------------------------------------ | ---------------- | --------- | ----------- | -------------------- |
|      | LSG-3916-0001 | LSG-Ravensberger Hügelland                                                                 |                  | 555552998 | Position    | 1999                 |
|      | LSG-3916-0002 | LSG-Temporäres Landschaftsschutzgebiet Horstkotters Feld nordwestlich Deppendorf           | 11,5151          | 555552999 | Position    | 1999                 |
|      | LSG-3916-0003 | LSG-Bielefelder Osning                                                                     | 963,5177         | 555553000 | Position    | 1999                 |
|      | LSG-3916-0004 | LSG-Temporäres Landschaftsschutzgebiet Babenhauser- und Gellershagener Bachtal             | 18,6403          | 555553001 | Position    | 1999                 |
|      | LSG-3916-0005 | LSG-Temporäres Landschaftsschutzgebiet Heidsieker Heide                                    | 8,2823           | 555553002 | Position    | 1999                 |
|      | LSG-3917-0021 | LSG-Temporäres Landschaftsschutzgebiet Apenbrink in Brake                                  | 8,4894           | 555553023 | Position    | 1999                 |
|      | LSG-3917-0022 | LSG-Temporäres Landschaftsschutzgebiet Assbach-Niederung                                   | 4,0951           | 555553024 | Position    | 1999                 |
|      | LSG-3917-0023 | LSG-Hahnendieken in Brake                                                                  | 14,8433          | 555553025 | Position    | 1999                 |
|      | LSG-3917-0024 | LSG-Ravensberger Hügelland                                                                 | 1772,1989        | 555553026 | Position    | 1995                 |
|      | LSG-3917-0025 | LSG-Bielefelder Osning mit Kalkstein- und Sandsteinzug                                     | 1198,5061        | 555553027 | Position    | 1995                 |
|      | LSG-3917-013  | LSG-Johannisbach-Unterseebereich                                                           | 262,6711         | 555553030 | Position    | 1995                 |
|      | LSG-4016-0001 | LSG-Ostmünsterland                                                                         | 1574,5592        | 555589497 | Position    | 1999                 |
|      | LSG-4016-0002 | LSG-Temporäres Landschaftsschutzgebiet Feuchtwiesen an der Eisenstraße                     | 3,0853           | 555553222 | Position    | 1999                 |
|      | LSG-4016-0003 | LSG-Temporäres Landschaftsschutzgebiet Brachflächen an Niemöllers Hof                      | 0,8031           | 555553223 | Position    | 1999                 |
|      | LSG-4016-0004 | LSG-Feuchtsenne                                                                            | 1834,9952        | 555553224 | Position    | 1995                 |
|      | LSG-4017-0002 | LSG-Bielefelder Osning mit Kalkstein- und Sandsteinzug                                     | 307,2871         | 555553226 | Position    | 1995                 |
|      | LSG-4017-0003 | LSG-Temporäres Landschaftsschutzgebiet südlich des Schillingshofes                         | 9,6409           | 555553227 | Position    | 1995                 |
|      | LSG-4017-0004 | LSG-Temporäres Landschaftsschutzgebiet zwischen Kammerich-, Senner-, Friedrichsdorfer Str. | 68,6689          | 555553228 | Position    | 1995                 |
|      | LSG-4017-0005 | LSG-Temporäres Landschaftsschutzgebiet südlich des Ortsteiles Windflöte                    | 34,8445          | 555553229 | Position    | 1995                 |
|      | LSG-4017-0006 | LSG-Temporäres Landschaftsschutzgebiet im Bereich Eckhardsheim                             | 81,5688          | 555553230 | Position    | 1995                 |
|      | LSG-4017-0007 | LSG-Trockensenne                                                                           | 1333,0289        | 555553231 | Position    | 1995                 |
|      | LSG-4017-0008 | LSG-Temporäres Landschaftsschutzgebiet Dalbke zwischen Morsestraße und der B68             | 3,0577           | 555553232 | Position    | 1995                 |